# Hutauruk (Sipoholon)
Hutauruk is een bestuurslaag in het regentschap Tapanuli Utara van de provincie Noord-Sumatra, Indonesië. Hutauruk telt 3411 inwoners (volkstelling 2010).